# Campoplex nigricoxa
Campoplex nigricoxa är en stekelart som först beskrevs av Léon Abel Provancher 1882.  Campoplex nigricoxa ingår i släktet Campoplex och familjen brokparasitsteklar. Inga underarter finns listade.